# Pelargonium aciculatum
Pelargonium aciculatum är en näveväxtart som beskrevs av E.M. Marais. Pelargonium aciculatum ingår i släktet pelargoner, och familjen näveväxter. Inga underarter finns listade i Catalogue of Life.